# San Ysidro
San Ysidro és un poble dels Estats Units a l'estat de Nou Mèxic. Segons el cens del 2000 tenia 238 habitants.

## Demografia
Segons el cens del 2000, San Ysidro tenia 238 habitants, 86 habitatges, i 63 famílies. La densitat de població era de 39,3 habitants per km².
Dels 86 habitatges en un 33,7% hi vivien nens de menys de 18 anys, en un 44,2% hi vivien parelles casades, en un 24,4% dones solteres, i en un 25,6% no eren unitats familiars. En el 22,1% dels habitatges hi vivien persones soles el 4,7% de les quals corresponia a persones de 65 anys o més que vivien soles. El nombre mitjà de persones vivint en cada habitatge era de 2,77 i el nombre mitjà de persones que vivien en cada família era de 3,16.
Per edats la població es repartia de la següent manera: un 29% tenia menys de 18 anys, un 9,7% entre 18 i 24, un 24,4% entre 25 i 44, un 23,5% de 45 a 60 i un 13,4% 65 anys o més.
L'edat mediana era de 36 anys. Per cada 100 dones de 18 o més anys hi havia 83,7 homes.
La renda mediana per habitatge era de 30.521 $ i la renda mediana per família de 32.188 $. Els homes tenien una renda mediana de 26.429 $ mentre que les dones 16.442 $. La renda per capita de la població era de 14.787 $. Aproximadament el 10,6% de les famílies i el 15,1% de la població estaven per davall del llindar de pobresa.

## Poblacions properes
El següent diagrama mostra les poblacions més properes.